# Meigetsuki
El Meigetsuki (明月記： literalmente. «Diario de la Luna llena;» o «Diario de la Luna clara» según los autores) es un diario íntimo escrito por el poeta y cortesano japonés Fujiwara no Teika (藤原 定家, puede también leerse Fujiwara Sadaie) hacia principios del siglo XIII
Las entradas del diario se extienden sobre más de cincuenta años, de 1180 a 1235, desde que el autor tenía 18 años (o 19 según las fuentes) cuando inició la redacción de su diario hasta los 73 (o 74) al final.
Además de su interés histórico y literario, es también un documento que presenta un interés real para la astronomía porque censa varios acontecimientos astronómicos observados durante los siglos precedentes basándose en fuentes hoy desaparecidas.

## Aportes a la astronomía
Parece ser que tras observar el paso de un cometa en el año 1230, Fujiwara no Teika decidió elaborar una lista de estrellas invitadas observadas en el pasado. El censó así ocho estrellas invitadas que menciona en la entrada del 13 de diciembre de 1230 de su diario:
- La estrella invitada de 642
- La estrella invitada de 877
- La estrella invitada de 891
- La estrella invitada de 930
- La estrella invitada de 1006, de hecho una supernova (SN 1006)
- La estrella invitada de 1054, de hecho una supernova (SN 1054)
- La estrella invitada de 1166
- La estrella invitada de 1181, de hecho una supernova (SN 1181)